# Roger Prinzen
Roger Prinzen (* 4. März 1969 in Düsseldorf) ist ein ehemaliger deutscher Fußballspieler und heutiger -trainer.

## Karriere

### Spieler
Prinzen begann seine Karriere beim TSV Pfungstadt, Eintracht Frankfurt und dem 1. FC Kaiserslautern. Sein erster Verein als Profi war Darmstadt 98 in der 2. Bundesliga, wo ihm in 81 Spielen als Mittelfeldspieler sieben Tore gelangen.
Zur Saison 1991/92 wechselte er in die erste Bundesliga zur SG Wattenscheid 09, wo er in drei Jahren auf 60 Bundesligaspiele und sechs Tore kam. 1993 nahm Prinzen mit der Bundeswehr-Nationalmannschaft an der Militär-Weltmeisterschaft in Marokko teil und belegte den dritten Rang. In seiner dritten Saison, Prinzen war jetzt Abwehrspieler, stieg Wattenscheid ab und er wechselte zu dem Zweitligisten Hannover 96. Auch in Hannover ging es in der Saison 1995/96 mit Prinzen eine Klasse tiefer. Er verließ Deutschland und wechselte nach Österreich zum SC Austria Lustenau.
Er stieg mit diesem Verein in die erste österreichische Bundesliga auf, entschied sich dann aber im Sommer 1999 nach Deutschland zurückzukehren. Er blieb aber nur bis Dezember 1999 bei der SpVgg Greuther Fürth und ging für ein halbes Jahr zurück zur Austria nach Lustenau. Beim Lokalrivalen FC Lustenau spielte er dann noch drei Jahre und beendete dort 2003 seine aktive Karriere.

### Trainer
Prinzen ist diplomierter Sportmanager und Trainer mit einer UEFA-A-Lizenz. Seine erste Station als Trainer hatte er von 2003 bis 2007 beim FC Balzers, bei dem er die ersten drei Jahre als Spielertrainer fungierte. Danach wechselte er zum SC Austria Lustenau, um dort den Trainerposten der Amateurmannschaft zu übernehmen. Er wurde hier auch Manager und Sportdirektor.
Im September 2009 verließ Prinzen Austria Lustenau, um für den FC St. Gallen in der Schweiz zu arbeiten. Dort betreute er bis 2010 die U-18. Neben und nach seiner Tätigkeit in Lustenau war Prinzen seit Februar 2009 auch Co-Trainer des Liechtensteiner U-21-Nationalteams und ab September der U-18 des FC St. Gallen in der Schweiz. Von 2010 bis 2012 war er Assistenztrainer beim FC Vaduz.
Ab 2013 war Prinzen Trainer des 1. FC Nürnberg II. Nach der Entlassung von Michael Wiesinger am 7. Oktober 2013 übernahm er das Bundesligateam des Clubs und erzielte als Interimstrainer am 9. Spieltag ein 1:1-Unentschieden bei Eintracht Frankfurt. Nach der Entlassung des folgenden Cheftrainers Gertjan Verbeek am 23. April 2014 sprang er ein zweites Mal ein und übernahm die Profimannschaft auf dem 17. Tabellenplatz für die letzten drei Spieltage.
Ab dem 28. April 2017 war Prinzen Cheftrainer und Sportlicher Leiter des SV Seligenporten in der Regionalliga Bayern.
Seit Juli 2018 ist er sportlicher Leiter im Nachwuchsleistungszentrum des 1. FC Heidenheim.